# Rhamnus sipapoensis
Rhamnus sipapoensis là một loài thực vật có hoa trong họ Táo. Loài này được Steyerm. miêu tả khoa học đầu tiên năm 1988.